# Gottfried Merk

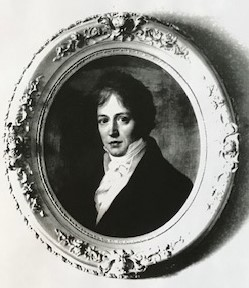

Gottfried Merk (* 20. Dezember 1786 in Ziegolz bei Wurzach; † 30. November 1825 in Wasserburg am Inn) war ein Münchener bürgerlicher Goldarbeiter und Hofjuwelier.

## Leben
1812 heiratete Gottfried Merk Walburga Mayr (die Witwe des Goldarbeiters Anton Fuchs), Tochter des Hofjuweliers Caspar Mayr (5. Januar 1740–1. Februar 1814).
Er hatte zwei Söhne. Der jüngere Sohn Gottfried Eduard Merk (1816–1888) war Hofmaler. Dessen Tochter Emma Haushofer-Merk (1854–1925) war Schriftstellerin und Frauenrechtlerin und Mitglied im Münchener Verein für Fraueninteressen.